# BARD Offshore 1
BARD Offshore 1 (BO1) ist ein Offshore-Windpark in der deutschen ausschließlichen Wirtschaftszone der Nordsee, der vom australischen Infrastrukturinvestor Macquarie gehalten wird.
Der Aufbau des Windparks begann im Juni 2009. Im Dezember 2010 lieferten die ersten Windenergieanlagen Strom ins Netz. Eigentlich sollten alle Windräder bis Ende 2011 aufgestellt sein, doch schlechtes Wetter, technische Probleme und allgemein schwierige Bedingungen in dem Baugebiet sorgten für Verzögerungen und deutlich höhere Kosten als anfangs kalkuliert. Der Windpark wurde als erster kommerzieller Offshore-Windpark in der Nordsee schließlich Ende Juli 2013 fertiggestellt und am 26. August 2013 offiziell eröffnet.

## Lage
Der Offshore-Windpark steht auf einer Fläche von 59 km² ca. 89 km nordwestlich der Insel Borkum und 126 km westnordwestlich Helgoland bei Wassertiefen von ca. 39 bis 41 Metern.

Die Eckkoordinaten sind:
- Südwest: 54° 18′ 8,1″ N, 5° 56′ 18,3″ O
- Nordwest: 54° 23′ 15,3″ N, 5° 56′ 19,1″ O
- Nordost: 54° 25′ 23,8″ N, 6° 1′ 9,8″ O
- Südost: 54° 18′ 23,5″ N, 6° 1′ 7,8″ O

## Geschichte

Lage von BARD Offshore 1 innerhalb der Windparks in der Deutschen Bucht

Das Projekt wurde ab 2003 von BARD Engineering des Investors Arngolt Bekker initiiert. Am 26. März 2004  stellte die BARD Engineering GmbH den Antrag zum Bau und Betrieb von 80 Windenergieanlagen (WEA) mit einer Nennleistung von je 5 MW und einer Gesamtnennleistung von 400 MW. Mit Bescheid vom 11. April 2007 wurden der Bau und Betrieb des Windparks vom Bundesamt für Seeschifffahrt und Hydrographie (BSH) auf Grundlage der Seeanlagenverordnung genehmigt.
Die Unicredit Bank hat das Projekt vorfinanziert. Zunächst planten die beiden Stadtwerke-Vereinigungen SüdWestStrom aus Tübingen und WV Energie aus Bad Vilbel einen gemeinsamen Anteilskauf des Windparks. Wegen immer neuer Verzögerungen zog sich SüdWestStrom 2012 schließlich aus dem Vorhaben zurück. Im Dezember 2013 übernahm die Ocean Breeze Energy GmbH & Co. KG, eine Tochter der HypoVereinsbank mit Sitz in Bremen, den Windpark. Im Jahr 2017 war BARD Offshore 1 der ertragsstärkste deutsche Windpark. Anfang August 2019 wurde bekannt, dass Macquarie Asset Management die Ocean Breeze Energy GmbH & Co. KG zu einem nicht genannten Kaufpreis von der HypoVereinsbank übernommen hat.
Die Europäische Kommission förderte das Vorhaben im Rahmen des European Energy Programme for Recovery (EEPR) mit 53,1 Mio. Euro.

### Bau

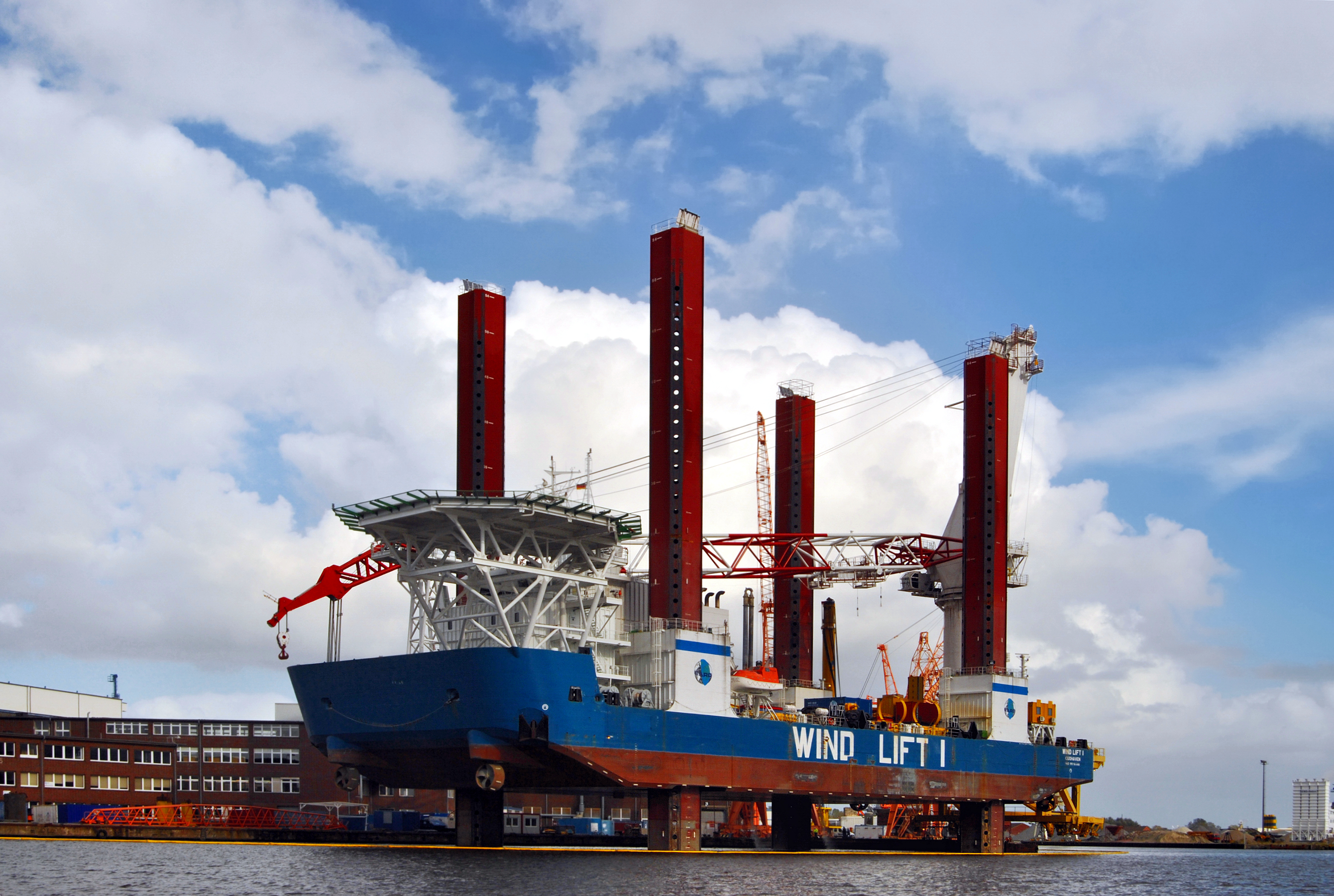
Das für die Errichtung des Windparks gebaute Errichterschiff Wind Lift I (hier im Hafen von Emden)

Im Juni 2009 wurden die Konverter-Plattform „BorWin alpha“ (Aufnahme der Anlagen zur HGÜ-Umwandlung) und im August 2009 die Wohn- und Transformator-Plattform „BARD 1“ aufgestellt. Baubeginn für das erste Baucluster mit 24 WEA im südlichen Bereich des Feldes war im März 2010. Die ersten zwölf Anlagen wurden bis Anfang November 2010 komplettiert, acht liefen im Probe- und Einstellbetrieb. Am 1. April 2011 wurde die seit Mai 2009 bestehende Sicherheitszone Richtung Norden ausgedehnt, damit mit dem Bau des nördlichen Bauclusters begonnen werden konnte.
Seit Dezember 2010 wird elektrischer Strom von den ersten aufgestellten Windenergieanlagen (WEA) ins Netz eingespeist. Mitte August 2011 waren 19 der 80 Windenergieanlagen aufgestellt, 16 waren am Netz. Im Mai 2012 standen 53 WEA-Fundamente, 20 WEA waren komplett aufgestellt, von denen 16 Strom lieferten. Ende November 2012 standen gut die Hälfte der 80 WEA, rund 25 waren in Betrieb. Am 11. März 2013 war die Hälfte der geplanten 80 WEA am Netz, 72 Fundamente waren gesetzt und 59 Turbinenhäuser errichtet.
Für den Aufbau der Anlage setzte BARD das Errichterschiff Wind Lift I mit bordeigenem Großkran ein, ab Sommer 2012 wurde auch die Hubinsel Thor eingesetzt, die wiederum durch die neue JB 117 unterstützt bzw. abgelöst wurde.
Service und Wartung erfolgen durch Personalversatz von der Trafoplattform BARD 1 zu den jeweiligen Anlagen; zum Personaltransfer wird durch die AG Ems (Ems Offshore) der Tender Natalia Bekker eingesetzt, der durch SWATH-Bauweise weniger empfindlich gegen Seegang ist.
Im Frühjahr 2013 charterte die BARD-Gruppe zur Unterbringung von über hundert im Offshore-Baufeld beschäftigten Arbeitern das ehemalige Fährschiff Regina Baltica, zunächst für ein halbes Jahr. Das 33 Jahre alte Schiff wurde dafür mit einem Hubschrauber-Landedeck versehen. Das mit 110 Kabinen, mehreren Restaurants, einem Fitnessstudio, einem Kino, einer Lounge und einem Spielraum ausgerüstete 145 m lange Schiff wurde 2012 bereits beim Bau des britischen Offshore-Windparks „Sheringham Shoal“ eingesetzt. Alle drei bis vier Wochen fuhr das Schiff nach Cuxhaven zur Proviant- und Treibstoff-Aufnahme.
Ende Juli 2013 wurde die 80. und damit letzte Anlage errichtet. Anfang August 2013 lieferten bereits 65 WEA Strom. Der Windpark wurde am 26. August 2013 offiziell eröffnet.

### Unfälle
Während der Bauarbeiten kam im Juli 2010 ein Berufstaucher des durch BARD beauftragten Unternehmens Maersk ums Leben.
Im Januar 2012 ereignete sich ein tödlicher Unfall, als sich eine Anlandeplattform aus ungeklärter Ursache löste und ins Wasser stürzte. Ein Arbeiter wurde in die Tiefe gerissen. Nach umfangreichen Such- und Rettungsmaßnahmen, bei denen die DGzRS, die Bundespolizei und die Deutsche Marine beteiligt waren, konnte er nur noch tot geborgen werden.

## Netzanbindung

### Innerpark-Verkabelung
Die einzelnen Windenergieanlagen werden durch Mittelspannungskabel bündelweise vernetzt, mit denen der erzeugte 33.000-Volt-Drehstrom abgeführt wird. Diese Cluster fassen bis zu acht WEA zusammen und sind wiederum mit dem Herzstück des Kraftwerks, der Transformator-Plattform „BARD 1“ verbunden. Die technischen Anlagen auf dieser Plattform sammeln den erzeugten Strom und wandeln ihn mit Transformatoren auf höhere Spannung (155 kV) um, um die Verluste während des Energietransports klein zu halten. Dieses Umspannwerk, also die Hoch- und Mittelspannungs-Schaltanlagen und die Transformatoren samt Hilfsenergie und Notstromversorgung und der Schutz-, Leit- und Kommunikationstechnik lieferte für rund 13 Mio. Euro die Niederlassung Bremen der Division Industry Solutions der Siemens AG. Diese hatte eine ähnliche Anlage als Erstauftrag für den Offshore-Windpark Lillgrund vor der schwedischen Küste geliefert. Die ca. 3400 Tonnen schwere Plattform BARD 1 selbst wurde auf einer Werft in Klaipėda (Litauen) gebaut.

### Weiterleitung an das Übertragungsnetz
Von der Umspannplattform „BARD 1“ führt die 155-kV-Drehstrom-Leitung zur rund ein Kilometer nordöstlich davon entfernt stehenden Konverter-Plattform „BorWin alpha“. Von hier erfolgt die Stromanbindung des Offshore-Windparks in das deutsche Verbundnetz über eine Gleichstrom-Kabelverbindung (BorWin 1), die vom TenneT-Tochterunternehmen Transpower errichtet wurde und deren Betrieb in der Verantwortung der Tennet Offshore GmbH (früher E.ON) liegt.
Die 3200 Tonnen (plus ca. 1800 Tonnen für die Jacket-Gründung) schwere Konverter-Plattform „BorWin alpha“, auf der die HGÜ-Anlagen installiert sind, wurde in Vlissingen (NL) gebaut.
Der in dem Windpark produzierte Strom wird von hier über die HGÜ „BorWin 1“ ans Festland gebracht. Diese verläuft durch Seekabel, im südöstlichen Bereich parallel zu den Netzanbindungen der Offshore-Windparks Borkum West II (HGÜ „DolWin 1“) und alpha ventus (letztere jedoch wegen der geringeren Entfernung als Drehstrom), über die Insel Norderney.
Die Kopplung mit dem 380-kV-Höchstspannungsnetz des Übertragungsnetzbetreibers Tennet TSO erfolgt über die Schaltanlage Diele.

## Betrieb
Mit der Wartung und Instandhaltung ist die Wind Multiplikator GmbH (vormals: OWS Off-Shore Wind Solutions GmbH) mit Sitz in Emden beauftragt, die aus BARD Engineering entstanden ist und seit 2023 zu Semco Maritime gehört. Die Betriebsführung des Windparks erfolgt von einer Leitwarte in Emden aus. Im Windpark selbst gibt es zusätzlich eine Wohneinheit auf der Umspannplattform „BARD 1“.
Nach mehreren Abschaltungen im Februar 2014 musste der Windpark wegen Problemen mit der Stromqualität und damit der Elektrizitätsübertragung ab März 2014 für mehrere Monate vollständig vom Netz genommen werden. Die Fehlersuche lief sowohl an den Windenergieanlagen als auch an der Umspann- und der Konverterstation auf der Plattform „BorWin alpha“ der HGÜ „BorWin 1“, wodurch auch die zur gleichen Zeit über diese HGÜ stattfindende Anbindung zum OWP „Global Tech I“ betroffen war. Ende 2014 wurden eine neue Software in den Windenergieanlagen sowie Dämpfungsfilter installiert. Die Hälfte der Anlagen ging wieder in Betrieb, anschließend bis Oktober 2015 alle anderen Anlagen, sodass der Windpark mit Stand Oktober 2015 wieder im Regelbetrieb arbeitet.
Seit April 2023 übernimmt RWE Supply & Trading die Direktvermarktung erneuerbarer Energien für den Windpark und nimmt über ein Power Purchase Agreement den Strom bis 2030 zur Belieferung von RWE-Kunden ab.